# Cool Riders
Cool Riders è un videogioco arcade del 1995 pubblicato da SEGA.

## Modalità di gioco
Simulatore di guida simile nel gameplay ai videogiochi della serie Out Run, in Cool Riders è possibile controllare diversi tipi di motocicli lungo le strade degli Stati Uniti d'America.